# Leptogaster vernalis
Leptogaster vernalis är en tvåvingeart som beskrevs av White 1914. Leptogaster vernalis ingår i släktet Leptogaster och familjen rovflugor. Inga underarter finns listade i Catalogue of Life.